# Loulou Rhemrev
Loulou Rhemrev (* 14. Januar 1964 in Leiden, Südholland) ist eine niederländische Schauspielerin.

## Karriere
Rhemrev hatte Rollen in Fernsehserien wie beispielsweise Goede tijden, slechte tijden, Alarm für Cobra 11 oder Schiet mij maar lek. Im Drama Krümelchen (1999) agierte sie als Aardige mevrouw Kerk. Im Kurzfilm Magnesium (2012) verkörperte sie die Rolle der Moeder. 

## Filmografie (Auswahl)
- 1991: De Dageraad (Fernsehserie, 8 Episoden)
- 1991–1994: Goede tijden, slechte tijden (Fernsehserie, 44 Episoden)
- 1996: Alarm für Cobra 11 – Die Autobahnpolizei (Fernsehserie, 5 Episoden)
- 1997: Unser Charly (Fernsehserie, eine Episode)
- 2002–2004: Schiet mij maar lek (Fernsehserie, 14 Episoden)
- 2004: Zes minuten (Fernsehserie, eine Episode)
- 2006: Intensive Care (Fernsehserie, eine Episode)
- 2006: Keyzer & de Boer advocaten (Fernsehserie, eine Episode)
- 2008: Spoorloos verdwenen (Fernsehserie, eine Episode)
- 2009: Vuurzee (Fernsehserie, 2 Episoden)
- 2010: We gaan nog niet naar huis (Fernsehserie, eine Episode)
- 2012: Magnesium (Kurzfilm)